# Bronchocela
Bronchocela — рід ящірок з родини Агамових. Має 9 видів. Інша назва «лісові калоти».

## Опис
Загальна довжина представників цього роду коливається від 45 до 60 см. Лісові калоти досить схожі на своїх найближчих родичів з роду Калотів. Зовні вони відрізняються лише трохи більше сплощеним з боків тулубом, витягнутою головою та більше дрібною лускою. У самців по хребту у передній частині тулуба є розвинений гребінь із шипиків або подовженої луски. За розмірами цих гребенів також розрізняють представників цього роду. Хвіст довгий, зазвичай значно довший за тулуб. Забарвлення здебільшого зеленого, оливкового, коричнюватого, сіруватого з різними відтінками. Горлова торба яскравих кольорів, особливо у самців.

## Спосіб життя
Полюбляють лісові місцини, чащоби. Активні вдень. Харчуються комахами, особливо цвіркунами.

## Розповсюдження
Мешкають у південно-східній Азії. Деякі види зустрічаються тільки на Нікобарських та Андаманських островах або на Філіппінах.
Це яйцекладні ящірки. Самиці відкладають до 20 яєць.

## Види
- Bronchocela celebensis
- Bronchocela cristatella
- Bronchocela danieli
- Bronchocela hayeki
- Bronchocela jubata
- Bronchocela marmorata
- Bronchocela orlovi
- Bronchocela smaragdina
- Bronchocela vietnamensis